# Borough londonien de Harrow
Le borough londonien de Harrow (en anglais : London Borough of Harrow) est un borough du Grand Londres. Originellement un district du comté du Middlesex, il fut créé en 1934, devint un borough en 1954, et fut transféré au Grand Londres lors de sa création en 1965, mais ses frontières restaient inaltérées, une peculiarité selon les boroughs londoniens. Il compte 251 160 habitants selon les estimations démographiques de 2019.

## Géographie
Le borough est composé de :
- Belmont
- Canons Park
- Greenhill
- Harrow
- Harrow on the Hill
- Harrow Weald
- Hatch End
- Headstone
- Kenton (aussi en Brent)
- Little Stanmore
- North Harrow
- Pinner
- Queensbury (aussi en Brent)
- Rayners Lane
- Roxeth
- South Harrow
- Stanmore
- Wealdstone
- West Harrow

## Jumelages
- Douai (Nord)